# Ermekeevo
Ermekeevo (in russo Ермекеево?; in baschiro Йәрмәкәй) è un villaggio della Russia europea orientale, situato nella Repubblica autonoma della Baschiria; appartiene al rajon Ermekeevskij, del quale è il centro amministrativo.